# Yangben
Yangben est un village du département du Mbam-et-Inoubou (arrondissement (commune) de Bokito), situé à l’extrême ouest de la région du Centre, au Cameroun.

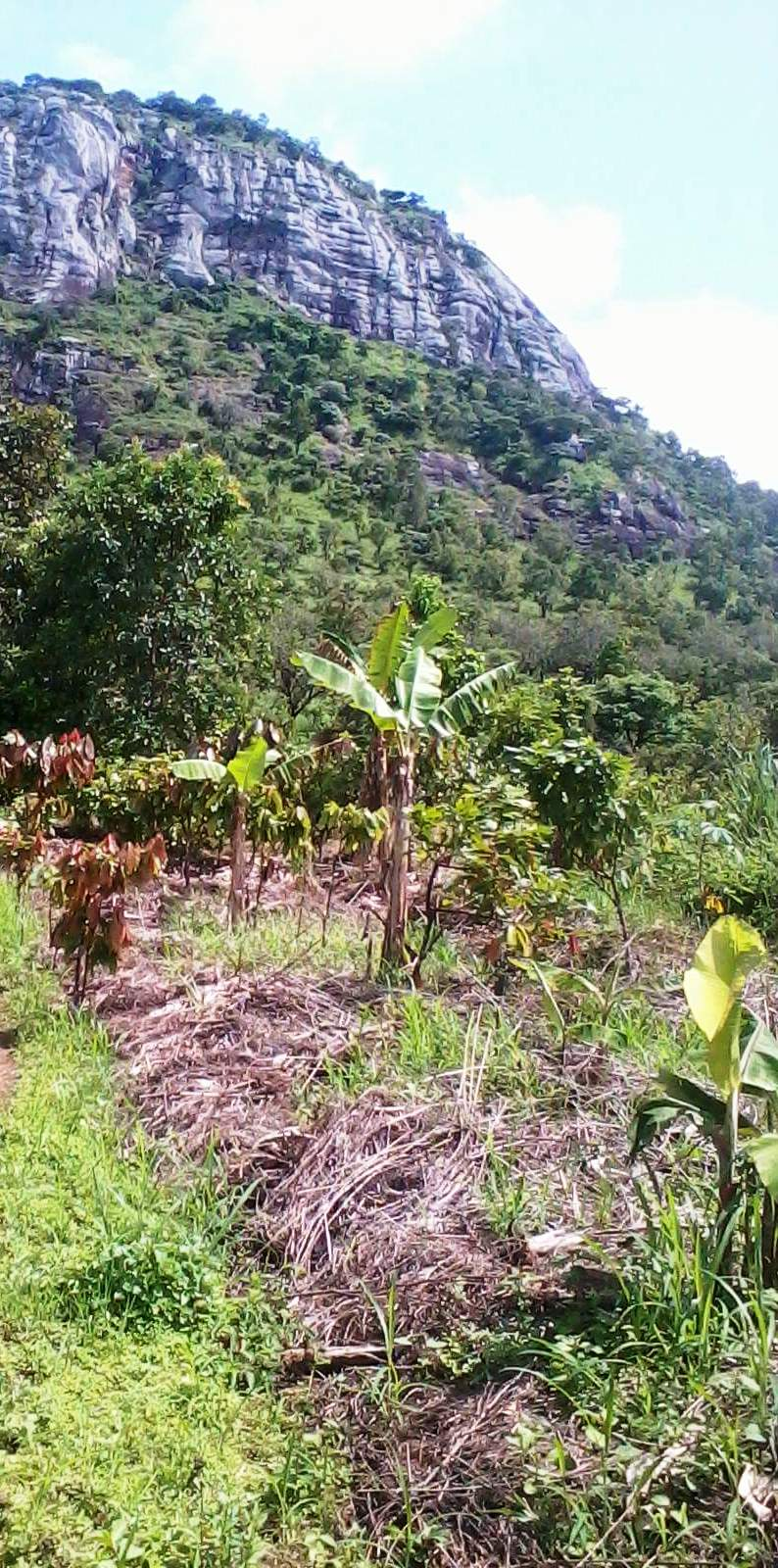
Vers les plantations du village.

## Géographie
Yangben se trouve à 22 km au sud de Bokito.

## Climat et relief
Le climat de Yangben est tempéré avec la petite saison des pluies qui débute en mars-avril, les grandes pluies de août-septembre[pas clair] pour laisser place à la saison sèche pour le reste de l'année. 

Le relief de Yangben est plat, avec un sol rocailleux ; il est situé à 423 mètres d'altitude. Son paysage est composé de savanes et de forêts 
Le village avoisine les 4 km2.

## Histoire
Yangben est issu du nuasue (ou nu'kalong) qui est la langue locale. Il est peuplé à l'origine de guerriers sédentarisés. 
La tortue est interdite à la consommation chez les Yangbens. L'histoire relate qu'une tortue aurait donné à boire à l'ancêtre des Yambassas. Ce dernier, blessé et fuyant ses bourreaux pendant les guerres civiles, ne pouvait plus se battre. Il se cacha dans une grotte où il trouva une énorme tortue qui lui donna de l'eau à boire. Aujourd'hui, tout le peuple respecte cet animal et s'en méfie. D'après les ancêtres, quiconque issu du peuple Yambassa s'aviserait à consommer la viande de la tortue serait l'objet d'une malédiction.

## Administration et politique
Yangben est dirigé par un chef traditionnel, traditionnellement et administrativement intronisé ; c’est lui qui résout des litiges, prend les grandes décisions sur son territoire de commandement qui regroupe plusieurs petits villages du canton dit « canton Yangben ». Les populations participent le plus souvent aux élections après leur inscription dans les listes électorales. Les partis politiques les plus représentatifs sont l'UPC, le RDPC… Le village est aussi le siège de la chefferie supérieure du peuple Yambassa établie à l'époque coloniale et abrite le palais du dernier chef supérieur des Yambassa. Toutefois, la chefferie supérieure n'est pas en fonction à l'heure actuelle chez les Yambassa.
Yangben est le chef-lieu d'un canton éponyme: le canton Yangben

## Population et services sociaux
La population était de 2 882 habitants en 2005. Ce village possède des habitations en terre battue, mais aussi en dur avec des tôles d'aluminium. 
L'éducation est prioritaire et soutenue par deux écoles primaires publiques, une école privée catholique et un établissement d'enseignement secondaire. 90 % de la population s'exprime en l'une, voire les deux langues officielles du pays, le français et l'anglais et aussi en nu'kalong, le dialecte local. 
Le village dispose d'un marché hebdomadaire et de plusieurs points d'eau aménagés en forages.

## Religion et culture
Les religions qui dominent à Yangben sont le Catholicisme, le Protestantisme et un peu d'Islam. La place principale du village de Yangben est marquée par un carrefour où l'on trouve une croix portant un Christ, signe de la présence du christianisme dans le village.   
Il est important de mentionner que ces religions sont à l'origine de la perte des traditions ancestrales du village, voire du canton.
Les yangbens ou Pa kalong sont les populations autochtones de ce village. Ils sont essentiellement des agriculteurs de produits de première nécessité (taro, igname, manioc…) et du cacao, mais aussi des chasseurs. Diverses cérémonies utilisent le vin de palme et la cola.

## Économie et transport
L'économie du village est basée sur le commerce des divers produits issus de l'agriculture et de la chasse.  
Le transport est assuré par des véhicules personnels qui font le trajet de Bafia à Yangben en passant par Bokito.